# Mona Brorsson
Mona Brorsson (ur. 28 marca 1990 w Järnskog) – szwedzka biathlonistka, wicemistrzyni olimpijska.

## Kariera
Po raz pierwszy na arenie międzynarodowej pojawiła się 24 listopada 2007 roku, startując w zawodach juniorskich Pucharu IBU, zajmując 24. miejsce w sprincie. W 2010 roku wystąpiła na mistrzostwach świata juniorów w Torsby, gdzie zajęła między innymi 24. miejsce w sprincie i dwunaste w sztafecie. Na rozgrywanych rok później mistrzostwach świata juniorów w Novym Měscie jej najlepszym wynikiem było 27. miejsce w biegu indywidualnym. W zawodach Pucharu Świata zadebiutowała 1 marca 2013 roku w Oslo, zajmując 71. miejsce w sprincie. Pierwsze pucharowe punkty wywalczyła 28 listopada 2013 roku w Östersund, gdzie zajęła 39. miejsce w biegu indywidualnym. Na podium zawodów tego cyklu pierwszy raz stanęła 21 stycznia 2022 roku w Rasen-Antholz, kończąc rywalizację w biegu indywidualnym na trzeciej pozycji. Wyprzedziły ją jedynie dwie Francuzki: Justine Braisaz-Bouchet i Julia Simon.
W 2018 roku wspólnie z Linn Persson, Anną Magnusson i Hanną Öberg zdobyła srebrny medal w sztafecie podczas igrzysk olimpijskich w Pjongczangu. Jej najlepszym wynikiem indywidualnym było dziesiąte miejsce w biegu pościgowym. Ponadto była też między innymi druga w sztafecie, piąta w sprincie i szósta w biegu indywidualnym na mistrzostwach świata w Östersund rok później.
Po sezonie 2023/2024 postanowiła zakończyć sportową karierę.

## Osiągnięcia

### Zimowe igrzyska olimpijskie
| Rok  | Miejscowość | Konkurencje | Konkurencje | Konkurencje | Konkurencje | Konkurencje | Konkurencje | Konkurencje |
| Rok  | Miejscowość | IN          | SP          | PU          | MS          | RL          | MR          | SR          |
| ---- | ----------- | ----------- | ----------- | ----------- | ----------- | ----------- | ----------- | ----------- |
| 2018 | Pjongczang  | 14.         | 27.         | 10.         | 13.         | 2.          | 11.         | nd.         |
| 2022 | Pekin       | 12.         | –           | –           | 21.         | 1.          | –           | nd.         |

### Mistrzostwa świata
| Rok  | Miejscowość          | Konkurencje | Konkurencje | Konkurencje | Konkurencje | Konkurencje | Konkurencje | Konkurencje |
| Rok  | Miejscowość          | IN          | SP          | PU          | MS          | RL          | MR          | SR          |
| ---- | -------------------- | ----------- | ----------- | ----------- | ----------- | ----------- | ----------- | ----------- |
| 2015 | Kontiolahti          | 23.         | 28.         | 38.         | nd.         | 8.          | 16.         | nd.         |
| 2016 | Oslo                 | 29.         | 6.          | 39.         | 28.         | 10.         | 12.         | nd.         |
| 2017 | Hochfilzen           | 44.         | 56.         | 46.         | nd.         | 6.          | nd.         | nd.         |
| 2019 | Östersund            | 6.          | 5.          | 7.          | 14.         | 2.          | –           | –           |
| 2020 | Anterselva           | 18.         | 33.         | 29.         | –           | 5.          | –           | –           |
| 2021 | Pokljuka             | –           | 58.         | 53.         | –           | –           | –           | –           |
| 2023 | Oberhof              | 29.         | 22.         | 15.         | 21.         | –           | –           | –           |
| 2024 | Nové Město na Moravě | 9.          | 38.         | 39.         | 21.         | –           | –           | –           |

### Mistrzostwa świata juniorów
| Rok  | Miejscowość | Konkurencje | Konkurencje | Konkurencje | Konkurencje | Konkurencje | Konkurencje | Konkurencje |
| Rok  | Miejscowość | IN          | SP          | PU          | MS          | RL          | MR          | SR          |
| ---- | ----------- | ----------- | ----------- | ----------- | ----------- | ----------- | ----------- | ----------- |
| 2010 | Torsby      | 33.         | 24.         | 27.         | nd.         | 12.         | nd.         | nd.         |
| 2011 | Nové Město  | 27.         | 55.         | 48.         | nd.         | nd.         | nd.         | nd.         |

### Puchar Świata

#### Miejsca w klasyfikacji generalnej
| Sezon     | Miejsce |
| --------- | ------- |
| 2013/2014 | 102.    |
| 2014/2015 | 62.     |
| 2015/2016 | 37.     |
| 2016/2017 | 42.     |
| 2017/2018 | 41.     |
| 2018/2019 | 19.     |
| 2019/2020 | 20.     |
| 2020/2021 | 28.     |
| 2021/2022 | 16.     |
| 2022/2023 | 45.     |
| 2023/2024 | 14.     |

#### Miejsca na podium
| Lp. | Dzień       | Rok  | Miejscowość   | Konkurencja                | Lokata | Pudła   | Czas biegu | Strata  | Zwycięzca                  |
| --- | ----------- | ---- | ------------- | -------------------------- | ------ | ------- | ---------- | ------- | -------------------------- |
| 1.  | 21 stycznia | 2022 | Rasen-Antholz | Bieg indywidualny na 15 km | 3.     | 0+0+1+1 | 42:20,6    | +1:37,2 | Justine Braisaz-Bouchet    |
| 2.  | 12 stycznia | 2024 | Ruhpolding    | Sprint na 7,5 km           | 2.     | 0+0     | 19:25,4    | +18,2   | Ingrid Landmark Tandrevold |